# Breza (herb szlachecki)
Breza (Briesen) – polski herb szlachecki pochodzenia śląskiego.

## Opis herbu
Kasper Niesiecki tak opisał herb: O tych ani Paprocki ani Okolski nie pisał. Tarcza na trzy pola podzielona, z tych jedno białe, od dołu tarczy szersze, z lekka ku górze kończato zakończone. Drugie błękitne, na lewej stronie tarczy, trzecie czerwone.
Encyklopedia Powszechna Orgelbranda z kolei błędnie przypisuje francuskie pochodzenie herbu opisując go następująco: tarcza trójdzielna w prawej części czerwona, z lewej niebieska, w klinie srebrna. Nad nią korona szlachecka bez herbu.
Boniecki w swoim herbarzu podaje następujący wygląd: Brezowie herbu własnego przedstawiającego tarczę trójpolową, w prawej części czarną, w lewej czerwoną, w klinie srebrną. W szczycie hełmu orle skrzydło, w górze czarne, pośrodku białe, dołem czerwone. Niektórzy z nich kładą pola czerwone, błękitne i srebrne, a nad tarczą wprost koronę.
Ostrowski za Niesieckim opisuje: Na tarczy trzypolowej pole, I czerwone, II błękitne, a III srebrne. Nad hełmem korona.
Wersja hrabiowska różni się tym, że nad tarczą znajduje się zamiast hełmu korona hrabiowska. Tarczę podtrzymują także dwa lwy złote.
Opis klejnotu pojawił się dopiero u Seweryna Uruskiego, który opisał herb następująco: Herb – tarcza rozdzielona na trzy pola, z których dolne srebrne, trójkątne, lewe czerwone, a prawe czarne; w szczycie skrzydło orle w górze czarne, w środku białe, w dole czerwone.
Żadne z powyższych źródeł nie pokusiło się o rekonstrukcję barw labrów. Dla obu wersji herbu dokonał tego Tadeusz Gajl, zgodnie z regułami rządzącymi barwami labrów.
Źródła niemieckojęzyczne (herbarze szlachty śląskiej – Wappen und handbuch, herbarz Siebmachera) podają wizerunek, w którym układ pól i ich barwy są odwrócone w pionie w stosunku do wersji opisywanej przez Bonieckiego i Uruskiego. Ponadto linie podziału są półkoliste. Układ barw w klejnocie jest jak u Uruskiego, ale tu także linie są półkoliste. Natomiast labry po obu stronach hełmu są czerwone, podbite srebrem.

## Historia
Sam herb pojawił się po raz pierwszy w Polsce wraz z Ernestem von Briesen, który przybył do Polski za czasów panowania Zygmunta III Wazy w 1591 roku i tu osiadł na stałe w Wielkopolsce. Ostrowski podaje, że herb zatwierdzono mu indygenatem w 1591, co jednak nie znajduje potwierdzenia ani u Józefa Szymańskiego, ani u Anny Wajs. Encyklopedia Orgelbranda błędnie podaje francuskie pochodzenie herbu od rodziny de Bréze. Poglądowi temu zaprzecza Seweryn Uruski, pisząc, że rodzina jest pochodzenia śląskiego.
Wersja hrabiowska herbu została zatwierdzona dnia 31 maja 1889, przez króla Saksonii Alberta I Wettyna

## Herbowni
Breza (Bereza, Briesen, Briese)

### Znani herbowni
- Wojciech Konstantyn Breza – wojewoda poznański
- Dominik Breza – kasztelan sądecki
- Stanisław Breza – szambelan królewski, poseł na sejm
- Tadeusz Breza – prozaik